# Crambidia lithosioides
Crambidia lithosioides är en fjärilsart som beskrevs av Dyar 1898. Crambidia lithosioides ingår i släktet Crambidia och familjen björnspinnare. Inga underarter finns listade i Catalogue of Life.